# Кореничено
Кореничено (рос. Кореничено) — присілок в Старицькому районі Тверської області Російської Федерації.
Населення становить 185 осіб. Входить до складу муніципального утворення сільське поселення станція Стариця.

## Історія
Від 2005 року входить до складу муніципального утворення сільське поселення станція Стариця. Раніше населений пункт належав до Корениченського сільського округу.

## Населення
| 1859 | 1886 | 1919 | 1997 | 2002 | 2008 | 2010 |
| ---- | ---- | ---- | ---- | ---- | ---- | ---- |
| 233  | ↗256 | ↗289 | ↘217 | ↗233 | ↘230 | ↘185 |